# Avenue Émile-Reuter
L’avenue Émile-Reuter est une avenue de la ville de Luxembourg.

## Situation et accès
Elle est située dans le quartier de la Ville-Haute et constitue avec les avenues Porte-Neuve, Monterey et Marie-Thérèse, une des quatre grandes axes percées après le démantelement de la forteresse de Luxembourg vers l'ouest et le nord de la ville. Elle a permis, comme les 3 autres voies, à construire et à développer de nouveaux quartiers résidentiels (Belair) et permettre à la ville de se développer. 
À la suite de l'Avenue Emile Reuter se situe la Route d'Arlon, axe important de et vers la banlieue de Luxembourg-ville (Bertrange, Strassen,...) et plus loin vers la Belgique.

## Origine du nom
Elle porte le nom de l'homme d'État luxembourgeois Émile Reuter (1874-1973)

## Historique
Au cours de la Seconde Guerre mondiale, sous l'occupation allemande, l'avenue est renommée en « Arsenalstrasse » ou avenue de l'Arsenal en français.